# Ined
Mersejemra Ined, Mersejemra Neferhotep, o  Ined, fue un faraón de la dinastía XIII de Egipto; gobernó de c. 1641 a 1638 a. C.
Su nombre, Mersejemra Ined, está inscrito en un fragmento del Canon Real de Turín, en el registro VII, 6, indicándose que reinó tres años.
El término Ined, que aparece junto a su nombre en el Canon Real, debería ser un epíteto, o apodo, significando "pobre".
Los objetos atribuibles a este soberano proceden del Alto Egipto y confirman la teoría que sostiene que los últimos reyes de la dinastía XIII reinaban solamente sobre las regiones próximas a Tebas. 
En torno a la época de Mersejemra, los reyes identificados comúnmente como hicsos, que dominaban el Bajo Egipto, conquistarán Menfis controlándolo directamente y hacen tributario a casi todo Egipto, dando así comienzo la dinastía XV. 

## Testimonios de su época
Mersejemra es citado en el Canon Real de Turín y la Lista Real de Karnak.
De este soberano se descubrieron dos estatuas, de buena factura artística, actualmente conservadas en el Museo Egipcio de El Cairo. 
En las estatuas está grabado el nombre de trono: Mersejemra, que Jürgen von Beckerath y Detlef Franke asocian al nombre de nacimiento: Neferhotep.

## Titulatura
| Titulatura | Jeroglífico | Transliteración (transcripción) - traducción - (referencias) |

| N5 | U6 | S42 |

| N5 | U6 | S42 |

| N5 | U6 | S42 |

| N5 | U6 | S42 |

| N5 | U6 | S42 |

| N5 | U6 | S42 |

| N5 | U6 | S42 |

| N5 | U6 | S42 |

| N5 | U6 | S42 |

| N5 | U6 | S42 |

| N5 | U6 | S42 |

| N5 | U6 | S42 |

| N5 | U6 | S42 |

| N5 | U6 | S42 |

| N5 | U6 | S42 |

| N5 | U6 | S42 |

| N5 | U7 · r | S42 | Z1 | M17 | K1 · N35 | D46 · G36 |

| N5 | U7 · r | S42 | Z1 | M17 | K1 · N35 | D46 · G36 |

| N5 | U7 · r | S42 | Z1 | M17 | K1 · N35 | D46 · G36 |

| N5 | U7 · r | S42 | Z1 | M17 | K1 · N35 | D46 · G36 |

| N5 | U7 · r | S42 | Z1 | M17 | K1 · N35 | D46 · G36 |

| N5 | U7 · r | S42 | Z1 | M17 | K1 · N35 | D46 · G36 |

| N5 | U7 · r | S42 | Z1 | M17 | K1 · N35 | D46 · G36 |

| N5 | U7 · r | S42 | Z1 | M17 | K1 · N35 | D46 · G36 |

| N5 | U7 · r | S42 | Z1 | M17 | K1 · N35 | D46 · G36 |

| N5 | U7 · r | S42 | Z1 | M17 | K1 · N35 | D46 · G36 |

| N5 | U7 · r | S42 | Z1 | M17 | K1 · N35 | D46 · G36 |

| N5 | U7 · r | S42 | Z1 | M17 | K1 · N35 | D46 · G36 |

| N5 | U7 · r | S42 | Z1 | M17 | K1 · N35 | D46 · G36 |

| N5 | U7 · r | S42 | Z1 | M17 | K1 · N35 | D46 · G36 |

| N5 | U7 · r | S42 | Z1 | M17 | K1 · N35 | D46 · G36 |

| N5 | U7 · r | S42 | Z1 | M17 | K1 · N35 | D46 · G36 |

| F35 | R4 · t · p |

| F35 | R4 · t · p |

| F35 | R4 · t · p |

| F35 | R4 · t · p |

| F35 | R4 · t · p |

| F35 | R4 · t · p |

| F35 | R4 · t · p |

| F35 | R4 · t · p |

| F35 | R4 · t · p |

| F35 | R4 · t · p |

| F35 | R4 · t · p |

| F35 | R4 · t · p |

| F35 | R4 · t · p |

| F35 | R4 · t · p |

| F35 | R4 · t · p |

| F35 | R4 · t · p |